# 極楽寺 (神戸市北区有馬町)
極楽寺（ごくらくじ）は、兵庫県神戸市北区有馬町にある浄土宗の寺院。山号は寂静山。院号は伝法院。本尊は阿弥陀如来。

## 歴史
伝承では推古天皇元年（593年）、鞍作止利が彫り上げた観音菩薩像を本尊として杖棄橋の東側にある石倉に聖徳太子が創建したとする。
承徳元年（1097年）に有馬を襲った洪水によって極楽寺は壊滅する。その後、建久2年（1191年）に有馬温泉を復興した仁西上人に従ってきた河上維清によって現在地に移転して再興された。そして、法然上人を招いて名称を密曾寺山極楽寺と改めて念仏の道場として栄えた。
後柏原天皇の時代、名称を寂静山伝法院極楽寺と改めている。
安土桃山時代には豊臣秀吉によって本堂の隣に秀吉の湯治用の湯殿「湯山御殿（ゆのやまごてん）」が築造されたが、江戸時代になると御殿は解体されて兵庫県三田市にある心月院に移された。移築後に建物は焼失したが現在も山門は残っている。湯殿は埋め立てられるとその上に庫裏が建てられた。
寺は安永3年（1774年）に焼失してしまうが、天明2年（1782年）に再建されている。
このときに再建された庫裏は1995年（平成7年）の阪神・淡路大震災で半壊したが、それによって修理を行うこととなり、解体中に基礎の下から豊臣秀吉が築造した「湯山御殿」の遺構の一部が発見されることになった。遺構は茶器や瓦などの数多くの出土品とともに1997年（平成9年）に神戸市史跡の指定を受け、遺構の上に建設された「神戸市立太閤の湯殿館」で1999年（平成11年）より一般公開されている。

## 境内
- 本堂 - 天明2年（1782年）再建。
- 庫裏 - 天明2年（1782年）再建。
- 神戸市立太閤の湯殿館 - 1999年（平成11年）開設。
  - 伝豊太閤湯山御殿跡（神戸市指定史跡） - 安土桃山時代。豊臣秀吉築造。湯ぶね庭園、蒸し風呂、岩風呂の遺構が残る。焼き物や瓦等の出土品もある。

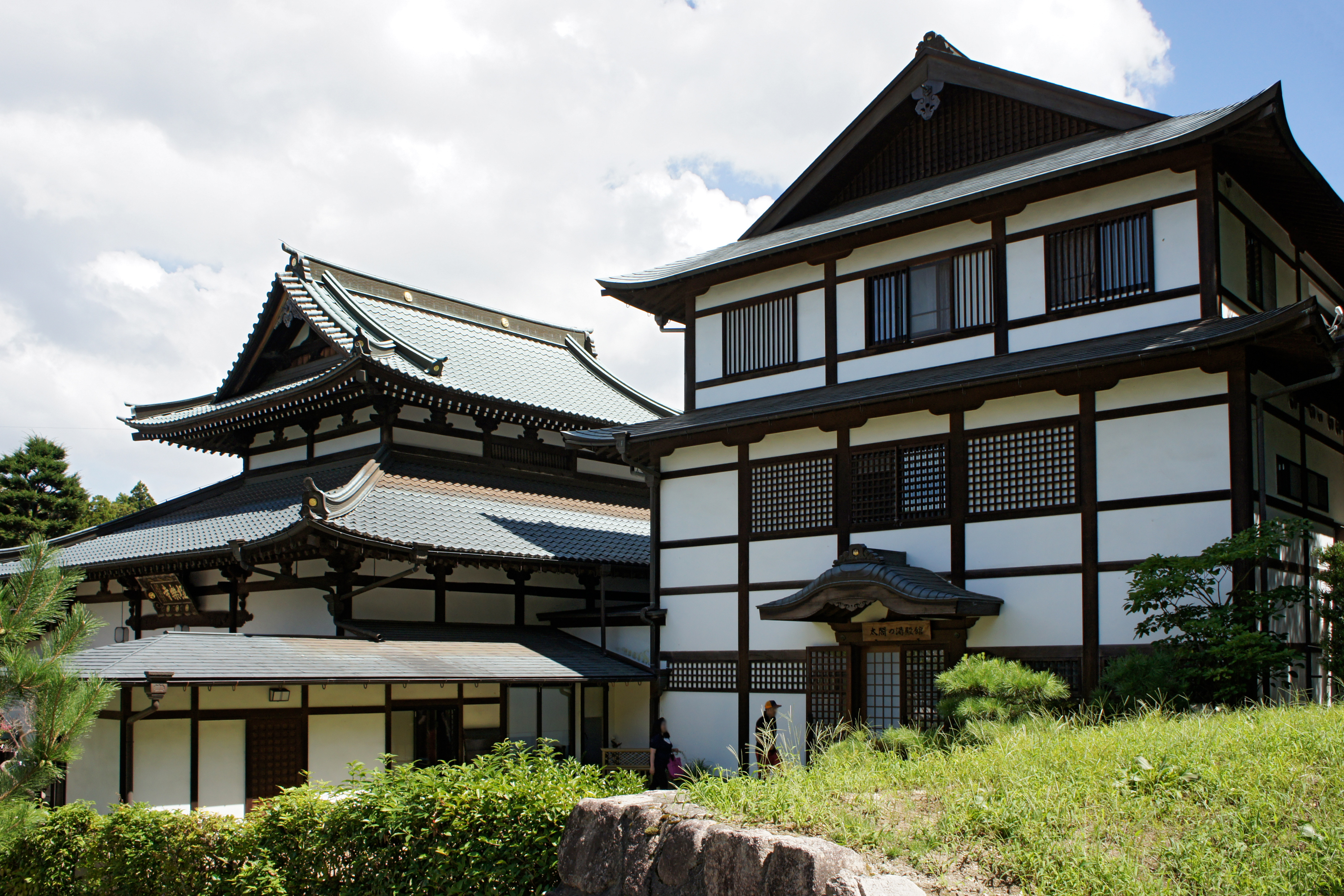
極楽寺本堂（左）と太閤の湯殿館
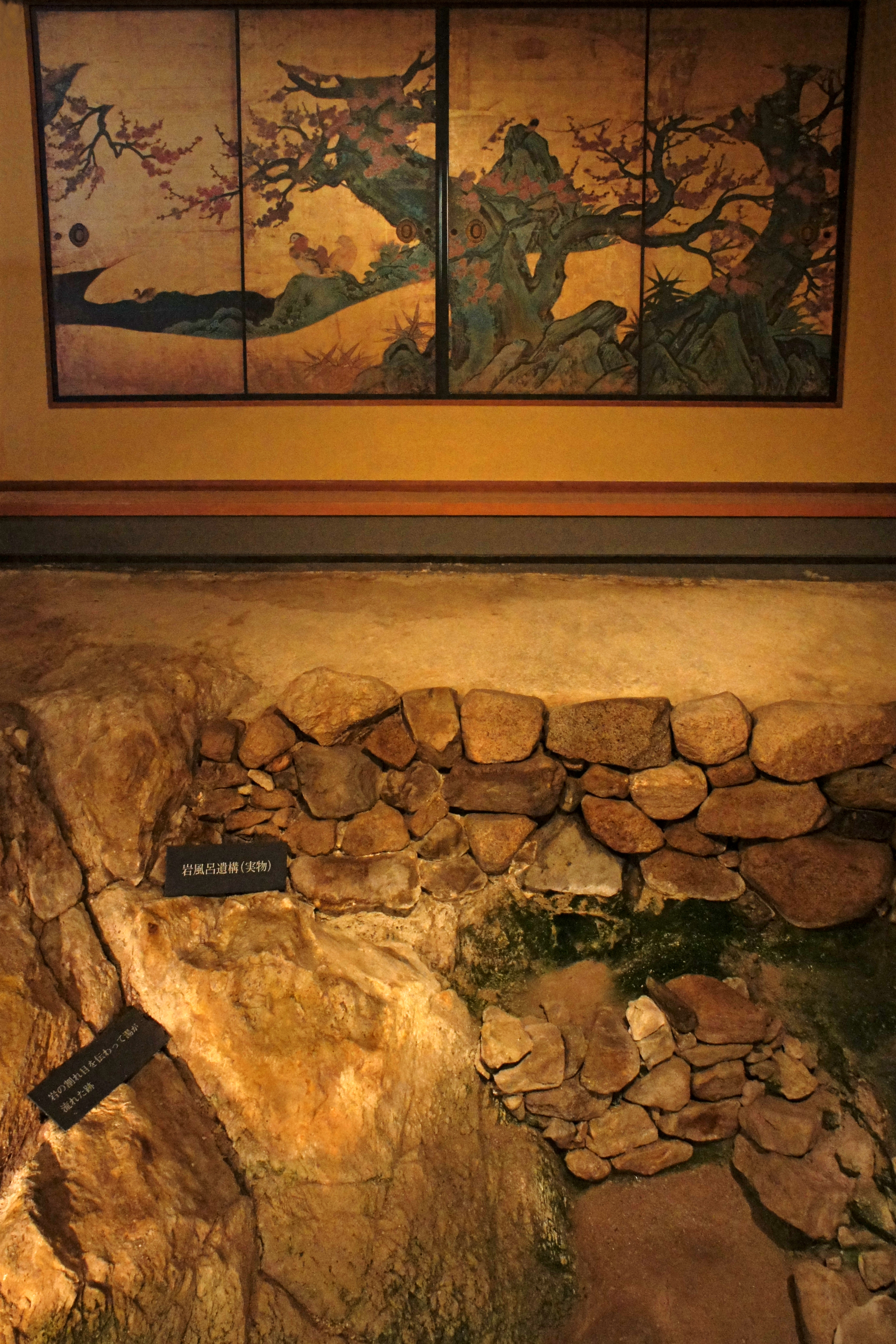
岩風呂遺構
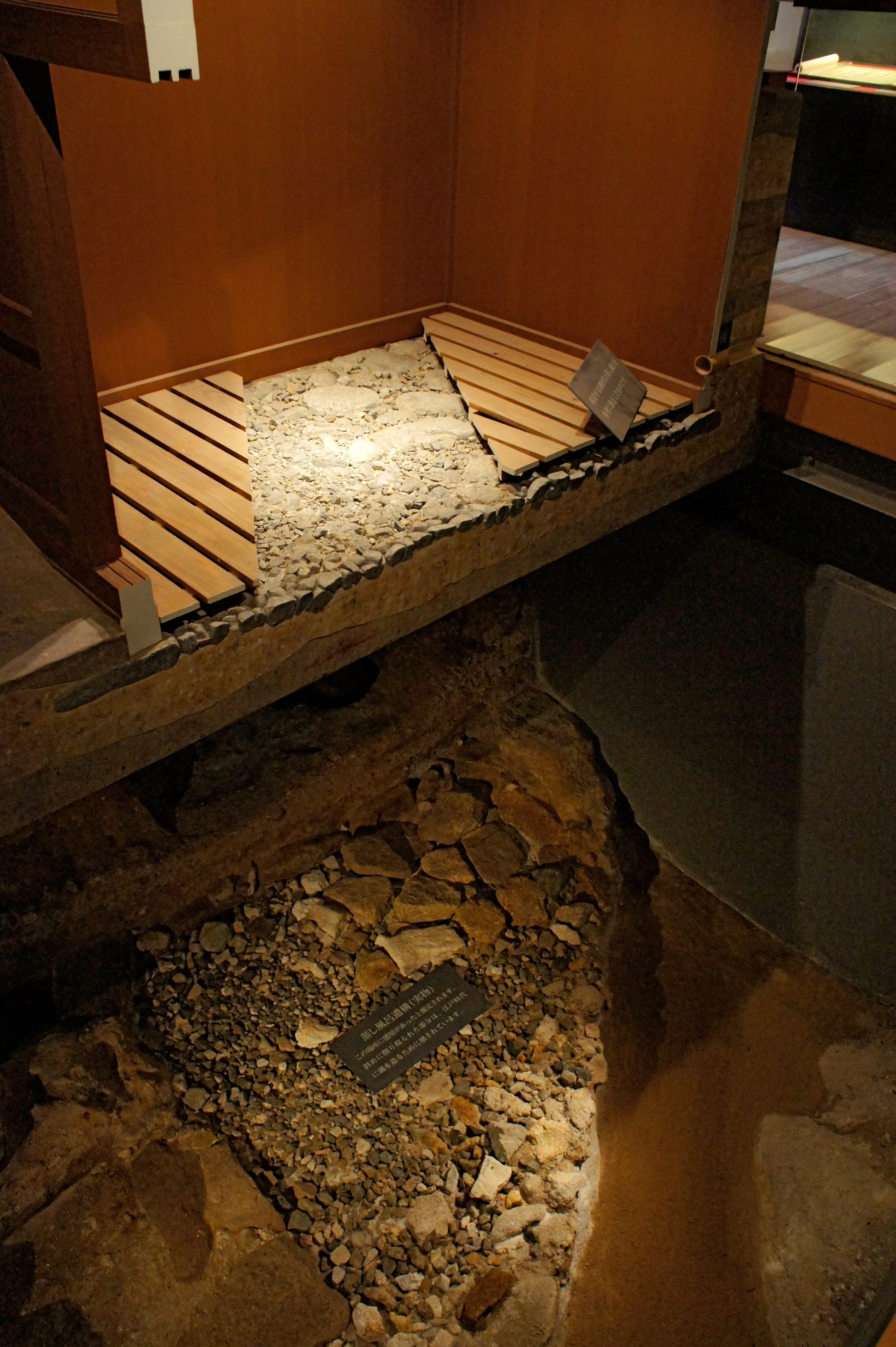
蒸し風呂遺構

## 文化財

### 神戸市指定史跡
- 伝豊太閤湯山御殿跡

### その他
- 厨子 - 江戸時代初期。徳川綱吉の母である桂昌院の寄進。
- 火除観世音菩薩 - 伝鞍作止利作。
- 橋杭地蔵
- 二祖対面御影 - 法然と善導大師を描いたもの。
- 厭求上人自画自賛真影 - 正徳3年（1713年）。

## 前後の札所
有馬郡西国観音霊場
1 極楽寺　-　2 念仏寺

## 所在地・アクセス
〒651-1401 兵庫県神戸市北区有馬町1642 
- 神戸電鉄有馬線 有馬温泉駅 徒歩7分（経路案内）
- 六甲有馬ロープウェー 有馬温泉駅 徒歩10分（経路案内）

## 周辺情報
- 温泉寺（徒歩1分）
- 念仏寺（徒歩1分）
- 湯泉神社（徒歩1分）
- 有馬の工房（徒歩1分）
- 銀の湯（徒歩2分）
- 湯本坂（旧大阪街道）